# Slag bij Ajnadayn
De Slag bij Ajnadayn was een veldslag in 634 waarmee de verovering van Syrië en Palestina door de Arabieren werd ingezet. Het was de eerste grote slag tussen een islamitisch en een christelijk leger.

## Aanloop
De laatste oorlog tussen het Byzantijnse Rijk en het Perzië van de Sassaniden was in 627 geëindigd. Gedurende de oorlog hadden de Sassaniden lange tijd Syrië en Palestina bezet. De Byzantijnse keizer Herakleios wist de Sassaniden uiteindelijk tot een vredesakkoord te dwingen waarbij de vooroorlogse grenzen hersteld werden, maar door hun jarenlange afwezigheid hadden de Byzantijnen de grootste moeite om hun gezag in het gebied opnieuw te herstellen. In dezelfde periode had Mohammed de verscheidene Arabische stammen onder één vlag verenigd. Na zijn dood, zag de eerste kalief Abu Bakr in het verzwakte keizerlijke gezag een kans om het grondgebied van het jonge kalifaat uit te breiden.
Na de overwinning van de moslims in de Slag bij Bosra verzamelde de Byzantijnen in Ajnadayn, zo'n veertig kilometer ten zuidoosten van Jeruzalem, een nieuw leger om het gevaar van de moslims het hoofd te bieden.

## Slag
De moslims waren tijdens de slag in de meerderheid en hun aanvoerder, waarschijnlijk Khalid ibn Walid of 'Amr ibn al-'As, wist hier handig gebruik van te maken. Ze verdeelden hun leger over drie grote korpsen en drie kleinere ondersteunende bataljons, waarvan er één als reserve diende en de andere twee dienden de flanken te bewaken. Theodoros stelde waarschijnlijk zijn soldaten in een soortgelijke opstelling op. De Byzantijnse boogschutters trachtten de aantallen van hun tegenstander uit te dunnen. Er braken enkele gevechten uit tot er werd overgegaan op een algehele aanval. De eerste dag van de slag leverde geen overwinnaar op en op de tweede dag van de slag sneuvelde Wardan, de aanvoerder van de Armeense hulptroepen. Pas bij het inzetten van de reserves wisten de moslims de gelederen van de Byzantijnen te doorbreken. Het leger viel in drie verschillende delen uiteen en vluchtten weg richting Gaza, Jaffa en Jeruzalem.

## Nasleep
Het verlies van het leger van Theodoros was een gevoelige klap voor de verdediging van het Byzantijnse Rijk in het oosten. Zowel Theodoros als zijn broer keizer Herakleios trokken zich terug uit de regio waarop het moslimleger ongehinderd Syria kon plunderen. Tevens betekende de slag ook het einde van de militaire carrière van Theodoros en werd hij teruggestuurd naar Constantinopel. Zijn positie als bevelhebber in het oosten werd overgenomen door Theodoros Trithurios en Vahan.